# Alik Sacharow
Alik Sacharow (ros. Алик Сахаров, ang. Alik Sakharov; ur. 17 maja 1959 w Taszkencie) – amerykański reżyser i operator telewizyjny i filmowy urodzony w ZSRR i mieszkający w USA od 1981.
Sacharow reżyserował m.in. odcinki takich seriali jak Rodzina Soprano, Rzym, Gra o tron, House of Cards, Piraci czy Wiedźmin.